# Gewehr 98步槍
Gewehr 98步槍（又稱：G98、Gew 98、毛瑟M1898或M98），是德國毛瑟槍廠在德國軍方採用Gewehr 88步槍後，為了奪回在德國槍械市場的地位而研製的步槍。該槍發射7.92×57mm毛瑟步槍子彈，其內置彈倉能裝彈5發。Gew 98在1898年到1935年間為德國軍隊的制式步槍，直到它在1935年被毛瑟Kar98k步槍取代為止。Gew 98的出現成功地取代了在德軍服役的Gewehr 88步槍，並首次在義和團之亂中投入使用，也是德軍在第一次世界大戰中使用的主力步槍。該槍也成功地出口到多個國家，包括：中國、奧斯曼帝國和西班牙等。而在第二次世界大戰期間它亦有被納粹德國的人民衝鋒隊所使用。

## 歷史
德國步槍試驗委員會（Gewehr-Prüfungskommission,G.P.K.） 在1898年4月5日正式採納Gewehr 98步槍。其槍機設計沿用自試驗型的Gewehr 96步槍。1901年，德國海軍的東亞派遣軍和三個精銳的普魯士軍團首先裝備Gewehr 98。Gewehr 98參與的第一埸戰役是1898年至1901年的義和團事件。1904年，毛瑟和德意志武器及彈藥公司(DWM)分前收到290,000和210,000支Gew 98步槍的訂單。在1914年第一次世界大戰開戰時，德國軍隊擁有2,273,080支不同型號的Gew 98系列步槍。在戰爭期間，則有7,000,000支步槍被製造出來。
在1903年4月3日，1888年服役的8公釐 M/88圓頭彈被新型的7.92×57毫米型毛瑟彈（S藥筒）(S Patrone)取代，這是一款尖頭彈。新款的步槍在槍膛和照門後方的槍管部分印上了一個小"S"字以作識別。這是因為M/88型彈藥和1903年的S藥筒彈藥使用不同且不可更改的膛室。因為新的IS彈藥有著較平直的彈道，因此機械瞄具（Lange Visier）也曾被修改以符合其彈道特性。

## 設計

### 毛瑟式槍機組件特點
- 抽殼鉤：

毛瑟式槍機的特色就是它的抽殼鈎，毛瑟步槍槍機前端面，左側越過槍機前端面抱過來的是抽殼鈎，右側對稱位置開有一道槽，這是拋殼挺讓位槽，拉槍機向後時，拋殼挺（一片凸起）會從這個槽裡伸出來，把彈殼向左頂出去。它的抽殼鈎又長又扁，整個由一片鋼片經過熱處理加工而成，通過一個環套在槍機上，始終保持在槍機右側，槍機旋轉時不會隨槍機一起旋轉。這個抽殼鈎在推彈上膛的時候就勾住子彈的彈底溝槽，在推彈、擊發、抽殼全程都勾住子彈，所以這種抽殼鈎和配套的供彈結搆叫「約束式供彈」，供彈中子彈是被抽殼鈎勾住約束著的。這種結構的優點是供彈可靠性好，能避免出現上雙彈的故障，但是這種整片式的抽殼鈎沒有彈簧、全靠抽殼鈎鋼片本身的彈性完成扣合彈殼的動作，對零件熱處理要求高，容易損壞斷裂，現代槍械武器已經不再使用。毛瑟步槍機匣後橋有一道斜面，轉動槍機拉柄時，因為斜面能使槍機會微微向後退，產生預抽殼的作用。
- 拋殼挺：

有拋殼挺配合才能將彈膛內抽出的空彈殼拋出槍外。毛瑟系列步槍使用的是剛性拋殼挺，就是在槍機導軌上預留一個凸起，相應地，槍機的對應位置上預留一個讓位槽，當槍機向後拉，抽殼鈎拉住彈殼一起後退，越過這個導軌上的拋殼挺凸起時，抽殼鈎拉、拋殼挺撬，就把空彈殼向右側撬出去。
- 保險裝置：

保險裝置在槍機尾端，當保險撥片在左側時，此時是開保險狀態，可以射擊，保險撥片豎起狀態，此時槍機可以拉動，能夠上膛、退彈，但是不能擊發，保險片撥到右側，此時不但不能擊發，槍機也被鎖住無法拉動，關閉保險時，擊針被保險撥片尾部頂住，不能向前，此時就算扣扳機，也不能釋放擊針。
- 彈夾條和彈倉設計：

毛瑟Gewehr 98步槍以後型號的內置式彈倉內子彈呈雙排交錯排列的，使用5發彈夾條裝填子彈，子彈通過機匣上方壓入彈倉，亦可單發裝填。

### 旋轉後拉式槍機操作方法
以德國毛瑟步槍採用的槍機型式為例：

準備上膛，將保險撥片以拇指推向左側，逆時針旋轉槍機拉柄90度開鎖，在旋轉槍機拉柄的時候，擊針尾部會因為一個螺旋斜面作用向後運動，壓縮擊針簧成待擊狀態，也就是說，在開鎖的時候，擊針簧就被壓縮，而不是在推彈上膛的時候壓縮擊針簧的。將五發子彈裝的彈夾條押入彈倉，向前推槍機，第一發彈被推進槍膛，順時針轉動槍機拉柄90度，機頭閉鎖凸榫和槍管節套內的閉鎖槽扣合，完成閉鎖；阻鐵和擊針扣合，準備擊發。扣動扳機，阻鐵下降，擊針尾和阻鐵脫離，擊針向前衝打擊底火擊發子彈，逆時針旋轉拉機柄90度開鎖，向後拉槍機，抽出空彈殼，在越過拋殼挺時，彈殼被拋出。打光彈倉內最後一發子彈後，托彈板抬起，槍機被頂住，形成空倉掛機，提示射手要裝彈。

## 毛瑟M1898步槍在中國
在清末的1904年（光緒30年），清政府決定採用毛瑟M1898步槍作為清軍新軍的制式槍械，但是從原版的7.92公厘改膛為6.8公厘之評估是如何作成至今仍不得而知，有一說是清軍評估東方人的體格不適合原版彈藥，因此使用減裝版。毛瑟廠得到最終規格頒定的時間是1906年6月，並以清廷方的要求製造新槍。第一批槍在1907年（光緒33年）出廠，交付清軍使用，國外因此稱其為M1907步槍。
除了原廠品，清朝時期由岑春煊經辦的廣東兵工廠在1905年上呈朝廷希望採購新機器擴建該廠，最初被練兵處與政務處聯手駁回。然而岑春煊仍在在1906年初採購1898年式步槍的製槍機具，最後該廠的擴建在1906年中被追認核定執行。當時廣東兵工廠稱其為「5響跳殼68步槍」。在1907年成功產製，稱為「光緒三十三年式」。
清廷訂購的M1898步槍總量至今仍舊不明，在光緒33年交付的第一批槍到貨後，清朝可能有向德國訂購後續批次的同型槍，因清朝財政狀況不佳無力支付貨款而未交貨，一部分被德意志帝國陸軍收購，並將槍管口徑更改回7.92公厘。
除了廣東兵工廠，江南製造局、漢陽兵工廠、四川兵工廠皆曾試圖將製槍產線更換為M1898款式，它們開始調整工程的時間大約都在宣統元年（1910年）左右，和廣東廠製造的原版槍不同處是使用782公厘長的槍管，但漢陽廠最後因經費不足放棄改造，轉換完成的僅有江南廠與四川廠，這批步槍稱為元年式步槍。
民國成立後，頒布的制式彈藥又回用79毛瑟子彈，因此槍廠將M1898的規格調整回使用7.92公厘子彈，1915年（民國四年）開始量產，又稱為四年式步槍。鞏縣兵工廠又在自己的鞏造四年式七九步槍基礎上進一步改良，並獲得了1924年遼寧兵工廠遼造十三式步槍的圖紙，改進出了鞏造九八式步槍。在廣東兵工廠的量產直到1937年抗日戰爭爆發遷廠後才告停，內遷四川後改製中正式步槍。

## 衍生型號

### 狙擊型
1915年春季，15,000支在槍廠測試中表現優異的Gew 98步槍被挑選出來，並裝上瞄準鏡作為狙擊步槍使用，但Gew 98步槍本身未設計兼容瞄準鏡組。因此，Scharfschützen-Gewehr 98 (98型狙擊步槍)在1915年被採用，其搭配4倍Görtz或蔡司製瞄準鏡。這些瞄準鏡被固定在步槍的左邊以方便使用彈夾條裝填彈藥。而其瞄準具有彈道下跌補償的裝置，由1,000米至100米。 此外，它的拉機柄由原裝的直式改為下彎式。槍托上也加設了一個凹槽以容納下彎式拉機柄。
戰時的Scharfschützen-Gewehr 98計劃原本希望作為標準型狙擊步槍但失敗了。它的瞄準具有2.5×，3×和4×等型號，分別由Görtz, Gérard, Oige, Zeiss, Hensoldt, Voigtländer等廠商生產，民用型則由Bock, Busch和Füss等生產。

### Karabiner 98a

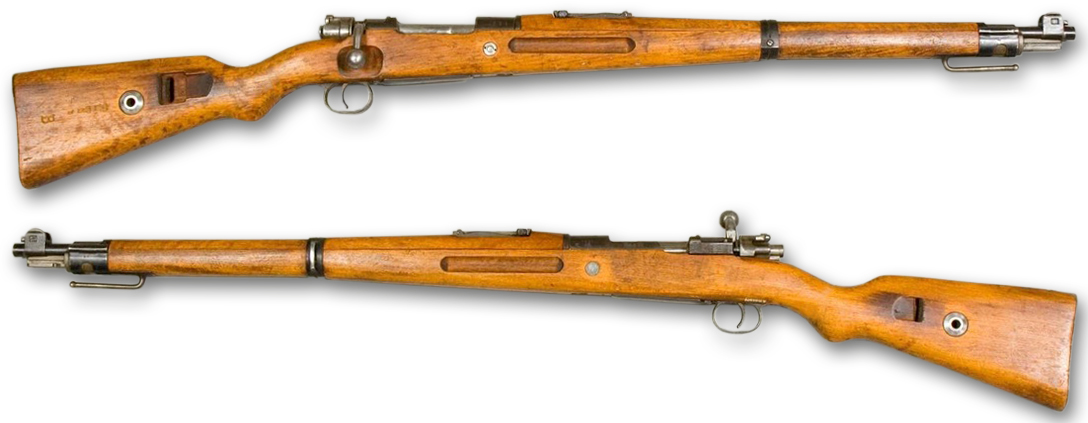
Karabiner 98AZ / Karabiner 98a

軍用的卡賓槍也被設計給步兵以外的士兵作為自衛用槍。
在20世紀前期，德意志帝國陸軍使用卡賓槍的單位有:砲兵、自行車兵、騎兵、工兵、機槍組員、憲兵、運輸兵、空勤人員和通信兵等。 
與後來的karabiner 98k步槍或更早的Karabiner 98A步槍（注意是大寫A）無關，Karabiner 98a步槍（Kar 98a）是一款為騎兵和支援兵種設計的衍生型。它是Gew 98步槍的縮短型。而它的前型Karabiner 98A步槍，使用比Gew 98更短的槍管和有著更輕的重量（空槍時重3.42（7.5磅）），於1902年2月被採用。在1904年的試驗中，改為使用S藥筒彈藥的Kar98A步槍的顯著後座力和槍口閃焰問題，造成此槍於1905年停產。

### Karabiner 98b
雖然被稱為卡賓槍，但Kar98b步槍並不是一款真正意義上的卡賓槍，其名稱用以符合只許德國生產卡賓槍的凡爾賽條約。Kar98b步槍於1923年研發。

## 流行文化

### 電視劇
- 2021年推出的中國網絡電視劇「雙鏡」，女主角之一的嚴微使用的武器，就是一枝毛瑟Gew 98狙擊型步槍

### 電子遊戲
- 2017年—《戰地風雲1》：游戏中命名为“Gewehr 98”，为侦察兵专属武器。
- 2021年—《應徵入伍》：遊戲中作為科技樹上解鎖，命名為G98（狙擊型）和2024年作為BR I活動武器解鎖。

## 使用國家
- 阿根廷
- 奥匈帝国
- 比利时
- 巴西
- 保加利亞王國
- 智利
- 大清
- 中華民國
- 捷克斯洛伐克
- 德意志帝國
- 魏瑪共和國
- 納粹德國
- 伊朗
- 愛爾蘭
- 盧森堡
- 墨西哥
- 挪威
- 奥斯曼帝国
- 秘魯
- 波蘭
- 西班牙
- 乌拉圭
- 梵蒂冈
- 委內瑞拉
- 南斯拉夫王國

## 圖片

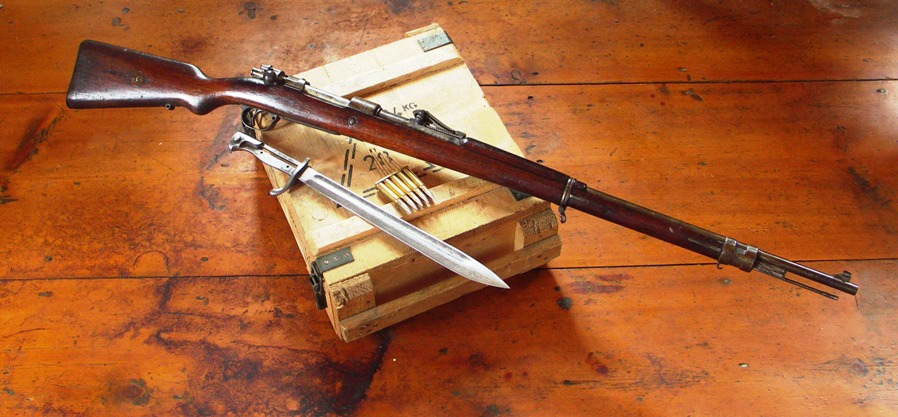
德國Gew 98步槍和刺刀
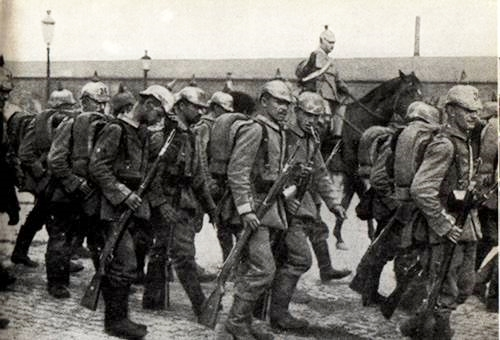
拿著Gew 98步槍上戰場的德軍士兵

## 資料來源
1. ↑  . Tirmilitairefabrice.ifrance.com.   [6 May 2011]. （原始内容存档于2007年7月8日）.
2. ↑  Ball 2011，第149頁.
3. ↑  Dr.Dieter Storz: Gewehr & Karabiner 98: Die Schußwaffen 98 des deutschen Reichsheeres von 1898 bis 1918. Verlag Militaria, 2006, ISBN 9783902526045
4. ↑  . www.bilibili.com.   [2021-09-21]. （原始内容存档于2021-10-05）.
5. ↑  . 广州文史.   [2020-08-17]. （原始内容存档于2011-09-03）.
6. ↑   (PDF).   [2019-12-21]. （原始内容存档 (PDF)于2018-10-24）.
7. ↑  Smith, Randy D. . 2005  [2007-04-01]. （原始内容存档于2020-11-12）.
8. ↑  Graf. . 2005  [2007-04-01]. （原始内容存档于2007-06-29）.

## 外部連結
- Gewehr 98: The German WWI Standard Rifle（页面存档备份，存于）